# Misugu Okamoto
Misugu Okamoto (岡本 碧優) (22 de junio de 2006, Japón) es una patinadora japonesa. Ganó el oro en el evento de parque femenino en el Campeonato Mundial de Skateboarding en 2019 y, en 2021, se clasificó para representar a Japón en los Juegos Olímpicos de Tokio 2020. 

## Biografía
Nació en Takahama, Aichi. A la edad de 13 años ganó el Campeonato Mundial de Skate World Park en 2019 y también ganó otros tres eventos de clasificación olímpica. En noviembre de 2019, se convirtió en la primera patinadora en conseguir un kickflip Indy en una competencia femenina.
En 2021,  se anunció que Okamoto había cualificado para el parque de las Mujeres para la competencia de las Olimpiadas Tokio 2020. Durante la competencia, terminó cuarto lugar, después de caer en su carrera final.